# Novo Selo, Vidin
Novo Selo (în bulgară Ново Село, în română Novosăl) este un sat în comuna Novo Selo, regiunea Vidin, Bulgaria. 

## Demografie
Componența etnică a satului Novo Selo
     Bulgari (90,44%)
     Romi (6,3%)
     Nicio identificare (2,66%)
     Altele (0,98%)
La recensământul din 2011, populația satului Novo Selo era de 1.015 locuitori. Din punct de vedere etnic, majoritatea locuitorilor (90,44%) erau bulgari, cu o minoritate de romi (6,3%). Pentru 2,66% din locuitori nu este cunoscută apartenența etnică.